# Terrassenhäuser in der Hamburger Josephstraße

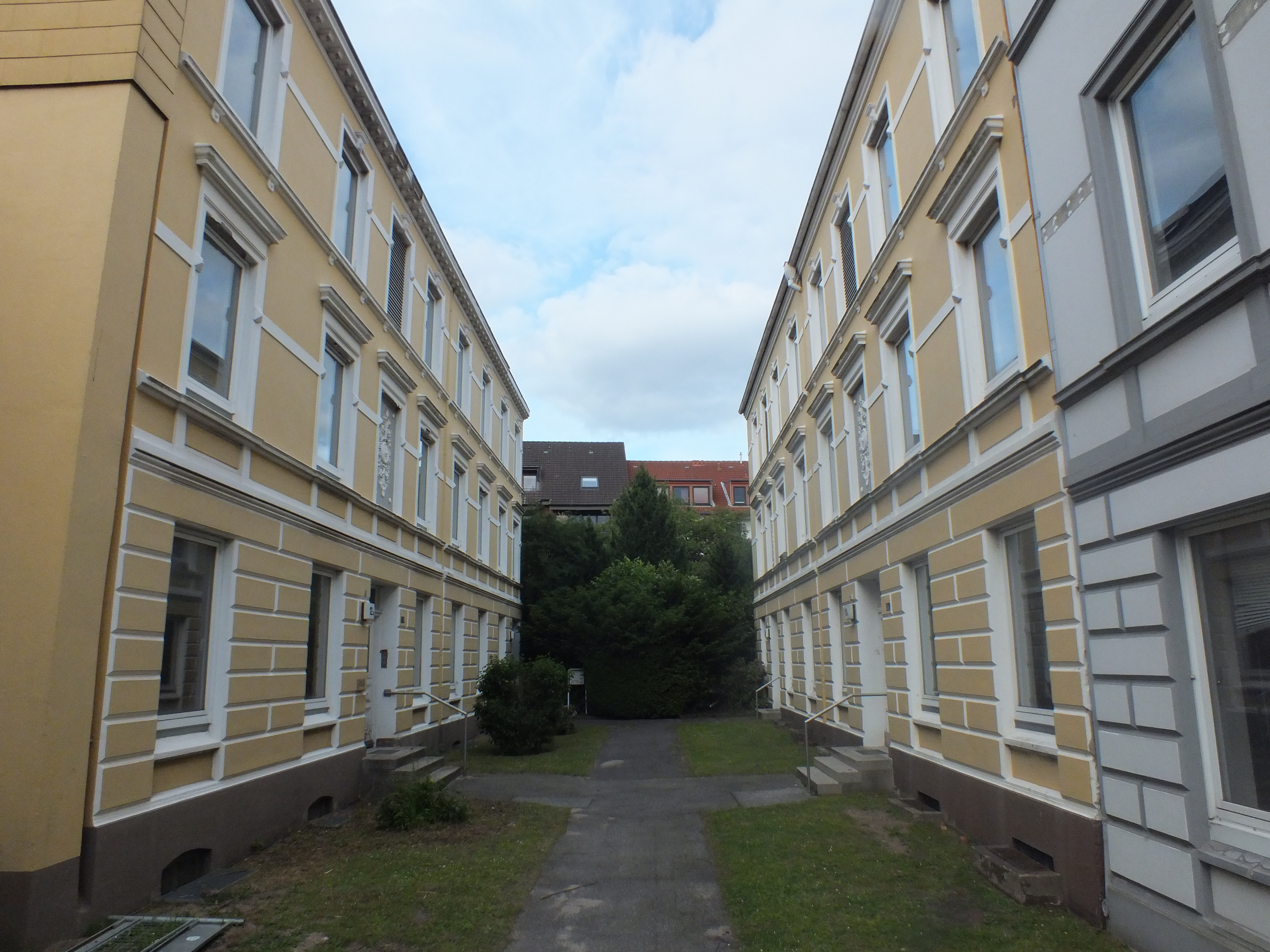
Terrassenhäuser in der Hamburger Josephstraße 2015

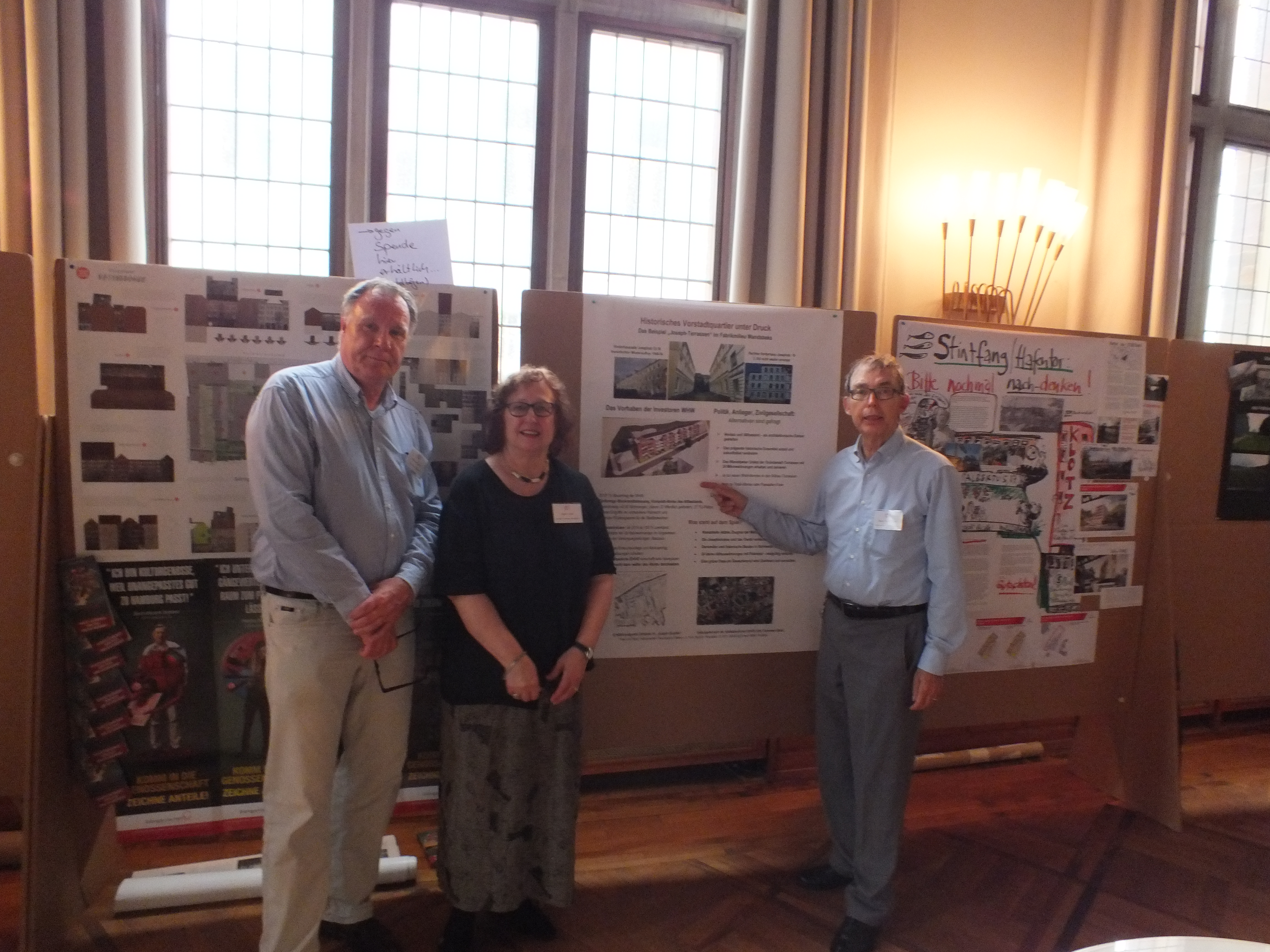
Anlieger-Initiative zum Erhalt der Terrassenhäuser bei einem Symposium zur Denkmalpflege in Hamburg Juni 2016

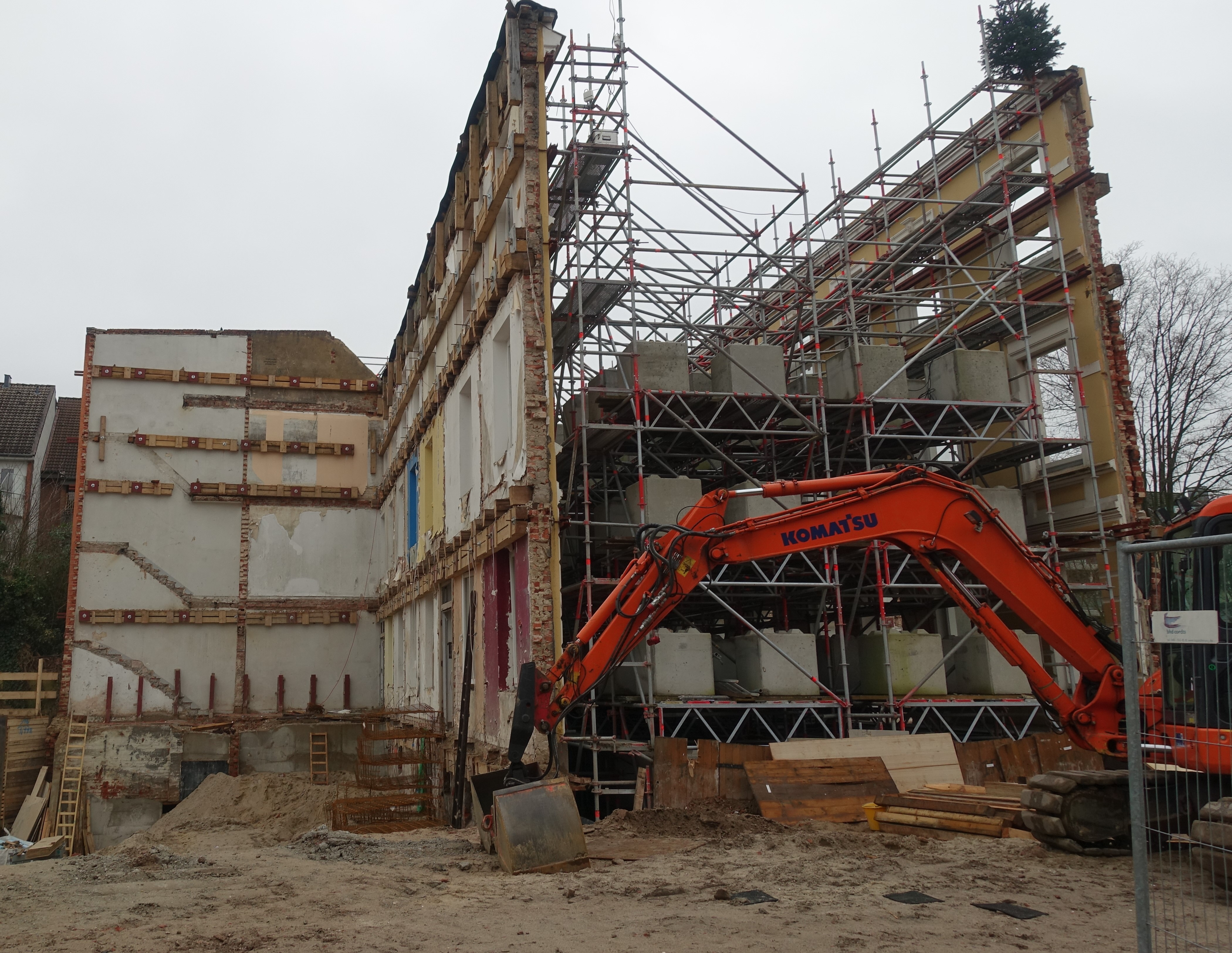
Abriss der Terrassenhäuser´bis auf die Außenwände (2019/20)

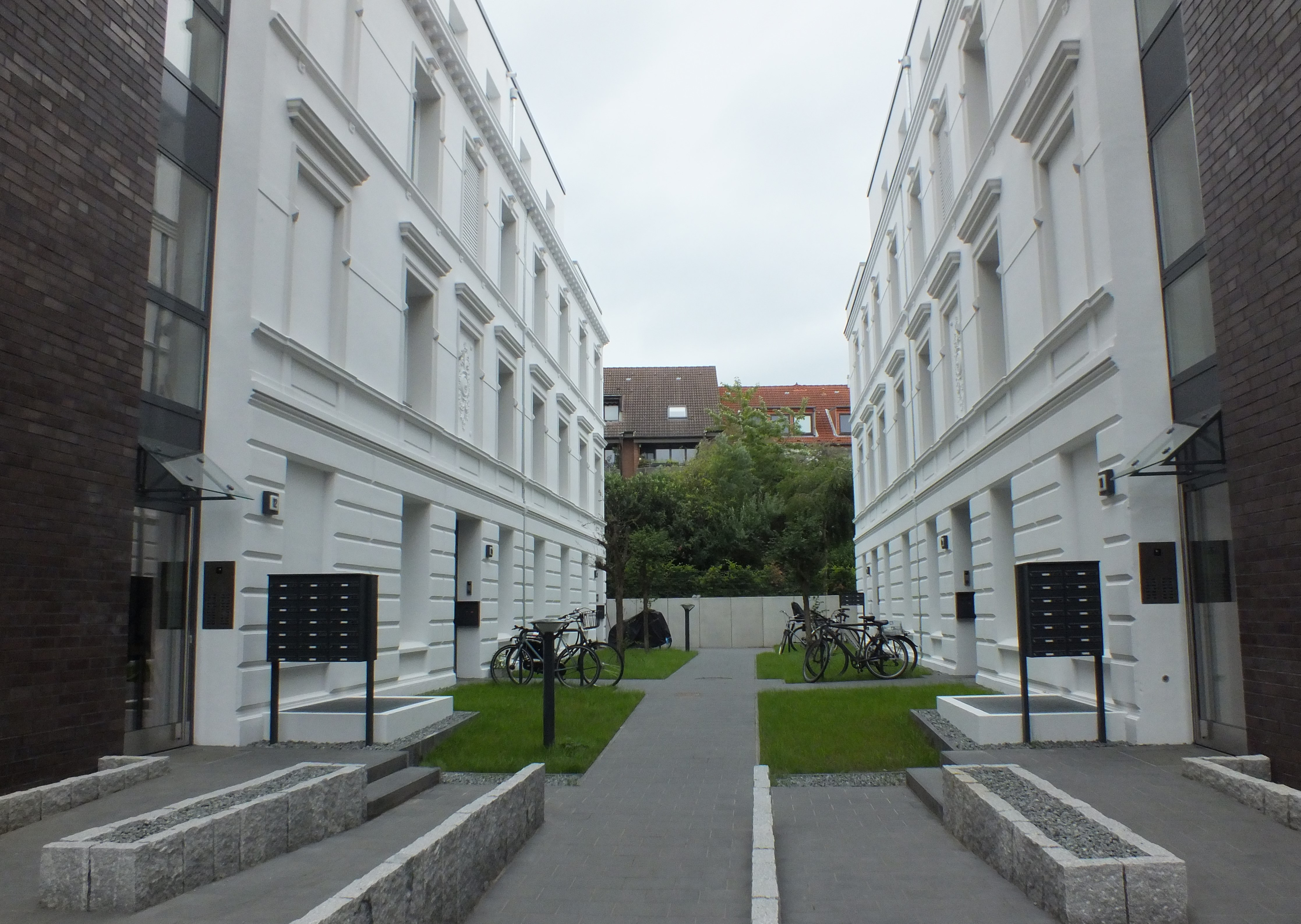
Rekonstruktion der Terrassenhäuser in der Josephstraße mit Aufsatz für zusätzliche Wohnungen Juli 2021

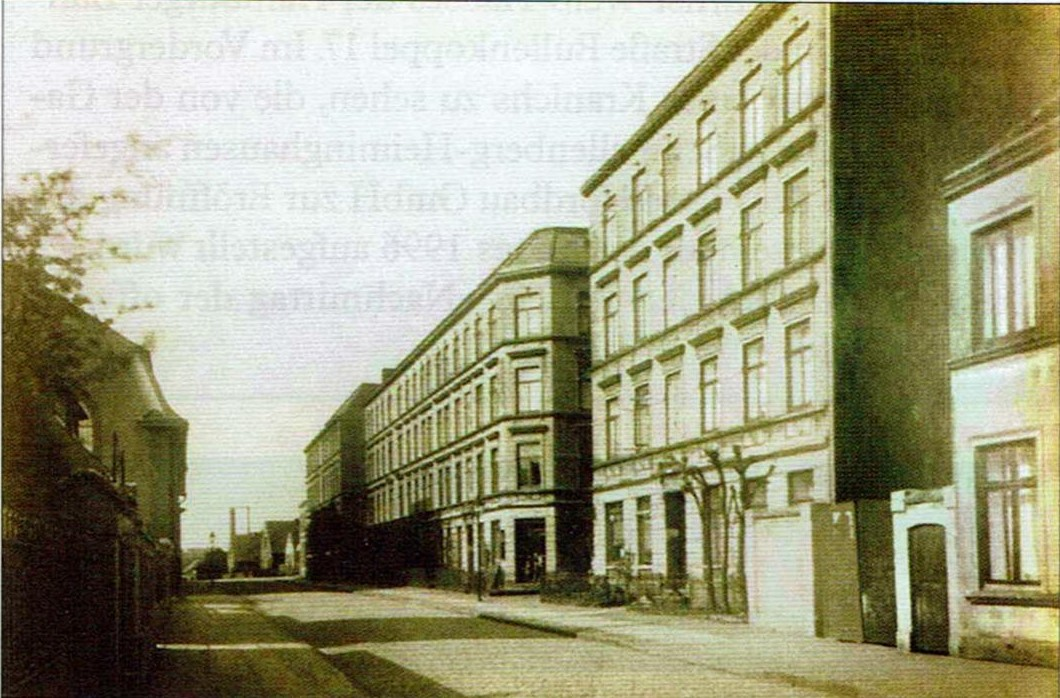
Die Josephstraße ca. 1920. Der Durchgang zu den Terrassenhäusern befand sich bei der Laterne

Bei den Terrassenhäusern in der Hamburger Josephstraße, mit den Hausnummern 10a+b und 12a+b, handelt es sich um die letzten Terrassenhäuser im Hamburger Bezirk Wandsbek.

## Geschichte und Baubeschreibung

### 1899 Errichtung
Ab 1899 wurden hier quer zur Straße jeweils zwei gegenüberliegende, dreigeschossige Häuserzeilen errichtet. Der Zugang erfolgte über einen Durchgang zwischen den Vorderhäusern und dem verbindenden Innenhof. Hier wurden Fabrikarbeiter, Fuhrleute, Handwerker und Dienstboten untergebracht. Diese typischen Arbeiterwohnungen der Jahrhundertwende lagen im Bereich der beiden großen Fabriken von Helbig und Reichardt Schokoladenfabrik. Beide Häuserzeilen zusammen beinhalten 24 Kleinwohnungen. Die Anlage liegt im milieugeschützten alten Fabrikrevier Neumann-Reichardt-Straße. Ihr Bau sollte helfen, die Wohnungsnot der Arbeiter in der Gründerzeit zu lindern. In den Vorderhäusern, parallel zur Straße, wohnten besser verdienende Händler, kleine Beamte und Handwerksmeister. Wegen des Stärkeren Einfalls von Sonnenlicht und wegen größerer Grundrisse war die Miete hier höher.

### 2012–2015: Konflikt um die Erhaltung
2012 wurde ein Antrag auf Erhalt eines Bauvorbescheides schon einmal abgelehnt. Umstritten war, ob es sich bei den durch die Kriegseinwirkungen massiv im Erscheinungsbild veränderten Gebäude überhaupt noch um eine erkennbare historische Bausubstanz handelt. Der Denkmal-Gutachter Geerd Dahms, der ein Gutachten im Auftrag der Genossenschaft VHW erstellt hatte, bewertete die Bausubstanz als eindeutig nicht schützenswert.
Die Wohnungsgenossenschaft Hamburg-Wandsbek von 1897 eG (WHW) als heutige Eigentümerin strebte den Abbruch der Terrassenhäuser an. Sigrid Curth von der Geschichtswerkstatt Wandsbek fragte: „Wenn Renditegesichtspunkte selbst in Genossenschaften nicht zurückstehen können, wo dann?“ Außerdem soll das nach dem Krieg wieder aufgebaute Vorderhaus Josephstraße 10 sowie ein zweigeschossiger Bau mit Flachdach in der Josephstraße 12 abgerissen werden. Dieser ersetzt das ehemals dort stehende Vorderhaus, das im Krieg zerstört wurde. Das Grundstück mit der Flurstücknummer 1701 ist außerdem mit einer straßenparallelen Häuserzeile (Josephstraße 14-18) bebaut, deren Abriss unstrittig ist. Die Bewohner der Häuser in der Josephstraße unterstützen den Abbruch der gesamten Häusergruppe (Josephstraße 10–18) und fordern den Bau von 33 Sozialwohnungen. Mit einer Demonstration untermauerten sie ihre Forderung. Der Mieterverein zu Hamburg unterstützt den Bau von öffentlich geförderten Wohnungen in der Josephstraße. Auf dem gesamten, rund 3.000 m² großen Grundstück sollen in der Folge 66 Wohnungen (davon 33 Sozialwohnung)in viergeschossiger Bauweise mit Staffelgeschoss entstehen, weiterhin eine Tiefgarage mit 27 Plätzen.
Die rot-grüne Koalition im Bezirk wollte die um 1900 gebauten Arbeiterwohnungen hingegen erhalten und nur die übrige Fläche zur Bebauung freigeben. In der Sitzung des Planungsausschusses der Bezirksversammlung Wandsbek am 14. April 2015 wurde mit den Stimmen der rot-grünen Mehrheit beschlossen, ein Verfahren zum Erlass einer Erhaltungsverordnung einzuleiten. Nach dessen Abschluss beschloss die Bezirksversammlung in ihrer Sitzung am 25. Februar 2016 die „Städtebauliche Erhaltungsverordnung Wandsbek I“ zum Schutz des Gebiets, das den historischen Kern der früheren preußischen Stadt Wandsbek darstellt. Geerd Dahms hält in seinem Gutachten (S. 5) diese städtebauliche Erhaltungsverordnung für historisch nicht haltbar, da der „Gebietscharakter hauptsächlich in der Heterogenität der Bebauung über einen Zeitraum von ca. 100 Jahren (besteht)“. Der historische Kern Wandsbeks liege außerdem wesentlich weiter westlich. Die WHW von 1897 eG bot dennoch mit Unterstützung des Verbandes norddeutscher Wohnungsunternehmen e.V. (vnw) dem Bezirk einen Kompromiss an, wonach die baufälligen Hinterhäuser entkernt und als Multiparksystem genutzt und somit im äußeren Erscheinungsbild hätten erhalten werden können. Dieser wurde vom Bezirk nicht umgesetzt, so dass das Wandsbeker Wohnungsunternehmen Klage beim Oberverwaltungsgericht einreichte. Eine Gerichtsentscheidung über den Normenkontrollantrag steht aus.

### 2018: Konsens über die Bebauung an der Josephstraße
Nach konstruktiven Gesprächen konnten Bezirksamt und Baugenossenschaft schließlich eine Lösung finden, die die Belange des Wohnungsneubaus und die Erhaltung wesentlicher Elemente von Ortsbild und Stadtgestalt in Übereinstimmung bringt. Dabei werden die gegenüberliegenden historischen Außenwände der in den Hof gerichteten „Terrassenhäuser“ erhalten und dahinter neue Wohnungen entstehen. Die für Terrassenhausanlagen typische Unterbrechung der straßenparallelen Bebauung bleibt erhalten. Der Eingang in den Terrassenhof wird durch neue, in der Gestaltung vom Rest der Neubebauung abgesetzte sog. Kopfbauten als typisches Element der Terrassenstruktur markiert. Damit werden wesentliche städtebauliche Ziele erreicht und sowohl die typische Terrassenstruktur als auch wesentliche Bestandteile des Erscheinungsbildes erhalten.
Von den letzten historischen Terrassenhäusern in Wandsbek werden nur die Fassaden übrig bleiben. Dahinter reißt die Wohnungsbaugenossenschaft Hamburg-Wandsbek von 1897 e.G. (WHW) ab, baut für 15 Millionen Euro neu und stockt auf, sodass die alten Fronten dann von neuen Mauern überragt werden. Die WHW kann sich als Sieger fühlen, weil sie schlicht bauen kann und für den Zeitverlust mehr Baumasse zugestanden bekam. Der Anteil der zu errichtenden Sozialwohnungen liegt laut Bezirksamt jetzt „im Ermessen des Bauherrn“.
Anfang 2020 hat der Neubau des Teilabschnitts Josephstraße 10 bis 12 b begonnen und soll Ende des Jahres abgeschossen sein. Die Vorderhäuser sind fünfstöckig, die Außenwände der Terrassenhäuser im Einschnitt sind erhalten und in das Neubauprojekt von insgesamt 79 Wohnungen integriert worden.